# Акимжанов, Адылкан
Адылкан Акимжанов, другой вариант имени — Адильхан (каз. Әділхан Әкімжанов; 1922 год, аул Топтерек, Томская губерния — 1993 год) — старший чабан совхоза «Курчумский» Курчумского района Восточно-Казахстанской области, Казахская ССР. Герой Социалистического Труда (1971).
Родился в 1922 году в крестьянской семье в ауле Топтерек Томской губернии (сегодня — Курчумский район Восточно-Казахстанской области). С 1939 года трудился чабаном в колхозе имени Сталина (позднее — колхоз имени XX партсъезда). С 1958 года до выхода на пенсию работал старшим чабаном в совхозе «Курчумский» Курчумского района. В 1959 году вступил в КПСС.
Во время 8-й пятилетки ежегодно перевыполнял план по выращиванию ягнят. В 1970 году получил в среднем по 120 ягнят от каждой сотни овцематок и настриг в среднем по четыре килограмма шерсти с каждой овцы. За выдающиеся успехи, достигнутые в развитии сельскохозяйственного производства и выполнении пятилетнего плана продажи государству продуктов животноводства удостоен звания Героя Социалистического Труда указом Президиума Верховного Совета СССР от 8 апреля 1971 года c вручением ордена Ленина и золотой медали «Серп и Молот».
Скончался в 1993 году.